# Theo Carlen
Theo Carlen (* 30. April 1928 in Schmittweiler, Kreis Kusel; † 14. April 1984 in Mandelbachtal-Ormesheim, Saarpfalz-Kreis) war ein deutscher Politiker (CDU). Er war erster Bürgermeister der im Rahmen der saarländischen Gebiets- und Verwaltungsreform 1974 neugeschaffenen Gemeinde Mandelbachtal. Carlen wurde 1974 und 1984 vom Gemeinderat Mandelbachtal zum Bürgermeister gewählt. Er starb 1984 kurz nach seiner Wiederwahl im Amt. 
Carlen trat im August 1945 als Verwaltungslehrling bei der Gemeinde Kübelberg in den öffentlichen Dienst ein. Vom 1. Oktober 1957 bis 30. Juni 1963 war er geschäftsführender Beamter der Gemeinde Leistadt. Am 1. Juli 1963 übernahm er die gleiche Funktion bei der früheren Gemeinde Ormesheim.
Nach der Auflösung dieser Gemeinde am 31. Dezember 1973 wurde er durch den saarländischen Minister des Innern mit der Wahrnehmung des Amtes des Bürgermeisters beauftragt. Der Gemeinderat wählte ihn am 30. Juli 1974 einstimmig von allen 31 anwesenden Ratsmitgliedern zum ersten hauptamtlichen Bürgermeister der neugeschaffenen Gemeinde Mandelbachtal. Am 30. März 1984 wurde er erneut mit großer Mehrheit von 24 der 33 anwesenden Ratsmitgliedern in diesem Amt bestätigt.
In seiner Amtszeit stand er in der schwierigen Situation, acht früher selbstständige Gemeinden zu einer funktionsfähigen Großgemeinde zusammenzuführen. 
Nach Theo Carlen wurden der Theo-Carlen-Platz und die Theo-Carlen-Schule, beide im Gemeindebezirk Ormesheim, benannt.